# (36844) 2000 SG117
2000 SG117 (asteroide 36844) é um asteroide da cintura principal. Possui uma excentricidade de 0.03538420 e uma inclinação de 4.86907º.
Este asteroide foi descoberto no dia 24 de setembro de 2000 por LINEAR em Socorro.